# Chelsea Football Club 2000-2001
Questa voce raccoglie le informazioni riguardanti il Chelsea Football Club nelle competizioni ufficiali della stagione 2000-2001.

## Maglie
| Casa | Trasferta |

## Rosa
| N. |                                | Ruolo | Calciatore              |
| -- | ------------------------------ | ----- | ----------------------- |
| 1  | Paesi Bassi (bandiera)         | P     | Ed de Goeij             |
| 2  | Italia (bandiera)              | D     | Christian Panucci       |
| 3  | Nigeria (bandiera)             | D     | Celestine Babayaro      |
| 4  | Danimarca (bandiera)           | D     | Jes Høgh                |
| 5  | Francia (bandiera)             | D     | Frank Lebœuf            |
| 6  | Francia (bandiera)             | D     | Marcel Desailly         |
| 7  | Paesi Bassi (bandiera)         | D     | Winston Bogarde         |
| 8  | Uruguay (bandiera)             | C     | Gustavo Poyet           |
| 9  | Paesi Bassi (bandiera)         | A     | Jimmy Floyd Hasselbaink |
| 10 | Serbia e Montenegro (bandiera) | C     | Slaviša Jokanović       |
| 11 | Inghilterra (bandiera)         | C     | Dennis Wise (capitano)  |
| 12 | Croazia (bandiera)             | C     | Mario Stanić            |
| 13 | Inghilterra (bandiera)         | P     | Kevin Hitchcock         |
| 14 | Inghilterra (bandiera)         | D     | Graeme Le Saux          |
| 15 | Paesi Bassi (bandiera)         | D     | Mario Melchiot          |
| 16 | Italia (bandiera)              | C     | Roberto Di Matteo       |
| 17 | Spagna (bandiera)              | D     | Albert Ferrer           |
| 18 | Italia (bandiera)              | C     | Gabriele Ambrosetti     |

| N. |                        | Ruolo | Calciatore         |
| -- | ---------------------- | ----- | ------------------ |
| 19 | Sudafrica (bandiera)   | D     | Pierre Issa        |
| 20 | Inghilterra (bandiera) | C     | Jody Morris        |
| 21 | Francia (bandiera)     | D     | Bernard Lambourde  |
| 22 | Islanda (bandiera)     | A     | Eiður Guðjohnsen   |
| 23 | Italia (bandiera)      | P     | Carlo Cudicini     |
| 24 | Italia (bandiera)      | C     | Samuele Dalla Bona |
| 25 | Italia (bandiera)      | A     | Gianfranco Zola    |
| 26 | Inghilterra (bandiera) | D     | John Terry         |
| 27 | Georgia (bandiera)     | C     | Rati Aleksidze     |
| 29 | Inghilterra (bandiera) | D     | Neil Clement       |
| 30 | Danimarca (bandiera)   | A     | Jesper Grønkjær    |
| 31 | Australia (bandiera)   | P     | Mark Bosnich       |
| 32 | Finlandia (bandiera)   | A     | Mikael Forssell    |
| 33 | Italia (bandiera)      | D     | Luca Percassi      |
| 34 | Inghilterra (bandiera) | D     | Jon Harley         |
| 36 | Inghilterra (bandiera) | A     | Leon Knight        |
| 37 | Inghilterra (bandiera) | A     | Mark Nicholls      |
| 39 | Inghilterra (bandiera) | C     | Rob Walleaston     |